# Mandsaur
Mandsaur (hindi मंदसौर, trl. Maṁḍsaur) – miasto w zachodnio-środkowych Indiach, w północno-zachodniej części stanu Madhja Pradeś, około 250 km na północny zachód od stolicy stanu – Bhopalu. Jest siedzibą administracyjną dystryktu. Leży w zachodniej jego części, przy drodze NH-79.
W 2011 miasto zamieszkiwało 141 667 osób. Mężczyźni stanowili 51,2% populacji, kobiety 48,8%. Umiejętność pisania posiadało 85,71% mieszkańców w przedziale wiekowym od siedmiu lat wzwyż, przy czym odsetek ten był wyższy u mężczyzn – 91,26%. Wśród kobiet wynosił 79,92%. Dzieci do lat sześciu stanowiły 11,5% ogółu mieszkańców miasta. W strukturze wyznaniowej zdecydowanie przeważali hinduiści – ponad 67%. Islam deklarowało około 25%. Niecałe 6,5% liczyła społeczność dźinistów.
Jedną z głównych atrakcji turystycznych miasta jest Świątynia Paśupatinath. Ma czworo drzwi, przy czym wejściowymi są drzwi od zachodu. W części zachodniej świątyni znajduje się wyrzeźbiony w skale wizerunek Śiwy – jednego z głównych dewów w hinduizmie.